# 김성동 (배우)
김성동은 대한민국의 배우이다.

## 출연

### 방송

#### 드라마
- 2016년 TvN 《치즈인더트랩》
- 2017년 웹드라마 《마이 리틀 키보드》 - 강희원 역
- 2017년 TvN 《아르곤》
- 2017년 KBS 2TV 《마녀의 법정》
- 2018년 TvN 《시를 잊은 그대에게》
- 2018년 MBC 《시간》
- 2018년 OCN 《신의 퀴즈: 리부트》 - 좀비 동호회 '좀.사.모'의 남자 회원 1 역
- 2019년 KBS 2TV 《우아한 모녀》
- 2020년 KBS 2TV 《영혼수선공》
- 2020년 KBS 2TV 《오! 삼광빌라!》 - 김대원 역

### 광고
- 2015년 맥도날드 행복의 나라 메뉴 츄러스
- 2016년 배달통 - 점심...어떡하지
- 2017년 컴투스 프로야구 - 호랑이 군단의 V11
- 2018년 피츠 수퍼클리어 - 대한민국 맥주를 새롭게 편